# Ovar, São João, Arada e São Vicente de Pereira Jusã
Ovar, São João, Arada e São Vicente de Pereira Jusã (llamada oficialmente União das Freguesias de Ovar, São João, Arada e São Vicente de Pereira Jusã) es una freguesia portuguesa del municipio de Ovar, distrito de Aveiro.

## Historia
Fue creada el 28 de enero de 2013 en aplicación de una resolución de la Asamblea de la República de Portugal promulgada el 16 de enero de 2013 con la unión de las freguesias de Arada, Ovar, São João y São Vicente de Pereira Jusã, pasando su sede a estar situada en la antigua freguesia de São João.

## Demografía
| Gráfica de evolución demográfica de Ovar, São João, Arada e São Vicente de Pereira Jusã entre 2011 y 2021 |
| |
| Datos según el nomenclátor publicado por el INE portugués.                                                |